# 卡尔·马克思大街

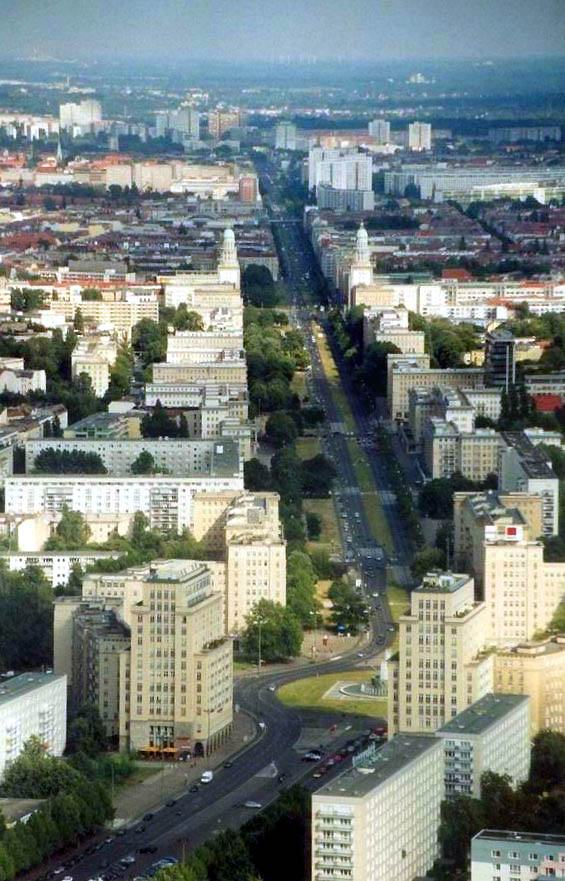
自柏林电视塔上拍摄的卡尔·马克思大街

52°31′04″N 13°26′07″E / 52.51778°N 13.43528°E
卡尔·马克思大街（德語：Karl-Marx-Allee）是德国柏林腓特烈斯海因和米特区的一条大街，由东德政府在1952-1960年作为战后重建的社会主义样板大街建造，全长2公里，路宽89米。
该大道以1949-1961年曾用名斯大林大街（德語：Stalinallee），1961年去斯大林化开始后，该大街以马克思主义的建立者卡尔·马克思命名。
1953年6月17日，在该大街上发生了东德六一七事件，建筑工人在斯大林大街示威游行，后被苏联军队镇压。
该大街是东德每年的五一节游行和共和国日国庆游行閱兵的道路。